# Hiromasa Kanazawa
Hiromasa Kanazawa (japanisch 金澤 大将 Kanazawa Hiromasa; * 1. Dezember 1983 in der Präfektur Shizuoka) ist ein ehemaliger japanischer Fußballspieler.

## Karriere
Kanazawa erlernte das Fußballspielen in der Universitätsmannschaft der Gakugei-Universität Tokio. Seinen ersten Vertrag unterschrieb er 2006 bei Yokohama FC. Der Verein spielte in der zweithöchsten Liga des Landes, der J2 League. 2006 wurde er mit dem Verein Meister der J2 League. 2007 wechselte er zum Ligakonkurrenten Mito HollyHock. Für den Verein absolvierte er 99 Ligaspiele.